# Henrik Overgaard-Nielsen
Henrik Overgaard-Nielsen (født 2. august 1959 på Frederiksberg) er en dansk født britisk tandlæge og politiker. Henrik Overgaard-Nielsen var medlem af Europa-Parlamentet fra juli 2019 til brexit i januar 2020. Han var aktiv i JuniBevægelsen i Danmark før han i 1996 flyttede til England.

## Tiden i Danmark
Overgaard-Nielsen er søn af Poul Overgaard Nielsen som var folketingsmedlem for Radikale Venstre og en ledende skikkelse i nej-kampagnen op til Folkeafstemningen om Danmarks optagelse i EF i 1972. Selv var Henrik Overgaard-Nielsen aktiv modstander af EF og  EU siden slutningen af 1970'erne, først i Folkebevægelsen mod EF og senere i JuniBevægelsen. Han var en af lederne af den succesfulde nej-kampagne op til Folkeafstemningen om Maastricht-traktaten i 1992. Han flyttede til Storbritannien i 1996.

## Tandlæge
Overgaard-Nielsen er uddannet tandlæge i København i 1993. Sammen med sin britisk fødte kone, Sharon Bierer, startede han en tandlægepraksis i London-bydelen Fulham i 1999.

## Politisk arbejde i Storbritannien
Da Overgaard-Nielsen havde markeret sig i som brexit-fortaler, blev han i foråret 2019 tilbudt at stille op til Europa-Parlamentsvalget 2019 i Storbritannien for The Brexit Party, hvilket han takkede ja til. Resultatet var at han blev valgt og sad i Europa-Parlamentet som løsgænger fra 2. juli 2019 til 31. januar 2020.
Overgaard-Nielsen blev britisk statsborger i oktober 2020.